# Clométhiazole
Clométhiazole (également appelé Chlorméthiazole) est un sédatif et hypnotique développé à l'origine par Hoffmann-La Roche dans les années 1930. Le médicament est utilisé dans le traitement et la prévention des symptômes du sevrage alcoolique aigu et comme sédatif-hypnotique.
Il est structurellement lié à la thiamine (vitamine B1), mais agit comme sédatif, hypnotique, relaxant musculaire et anticonvulsivant, ayant le même mécanisme d'action que les barbituriques traditionnels. Il est également rarement utilisé pour la gestion de l'agitation, de l’agitation, de l'insomnie à court terme et de la maladie de Parkinson chez les personnes âgées, lorsque toutes les autres options thérapeutiques ont échoué. Au Royaume-Uni, il est vendu sous la marque Heminevrin (AstraZeneca Pharmaceuticals). D'autres noms de marque incluent Nevrin en Roumanie, Distraneurin en Allemagne et Distraneurine en Espagne. Le médicament est commercialisé soit sous forme de base libre dans une solution huileuse contenant 192 mg sous forme de gélule ou sous forme de sirop d'édisylate de clométhiazole. En raison de sa toxicité élevée par rapport à des médicaments similaires, il n'est pas recommandé comme traitement de première intention pour quelque indication que ce soit et est particulièrement dangereux pour les patients présentant un risque élevé d'abus de drogues, comme ceux ayant des antécédents personnels ou familiaux d'addiction.

## Pharmacologie
Le Clométhiazole agit comme modulateur allostérique positif au niveau du site barbiturique / picrotoxine du récepteur GABA A. Il agit en renforçant l’action du neurotransmetteur GABA sur ce récepteur. Le GABA est le principal neurotransmetteur inhibiteur du cerveau et produit des effets anxiolytiques, anticonvulsivants, sédatifs et hypnotiques. Le clométhiazole semble également avoir un autre mécanisme d'action médiant certains de ses effets hypothermiques et neuroprotecteurs. L'homologue de l'oxazole est également connu fournissant quelques informations QSAR.
Contrairement aux barbituriques, la Clométhiazole n'affecte pas les réponses électrophysiologiques aux acides aminés excitateurs et, de plus, il agit directement sur les canaux ioniques chlorure.[réf. nécessaire]
a Clométhiazole est un puissant inhibiteur de l’enzyme CYP2E1 qui ralentit le métabolisme de l’éthanol, d’où son utilisation dans le sevrage alcoolique. C'est également un inhibiteur du CYP2B6 et peut-être CYP2A6 et peut donc affecter la clairance plasmatique des substrats de ces enzymes.
Lorsque le clométhiazole est administré par voie intraveineuse en plus de la carbamazépine, sa clairance est augmentée de 30 %, ce qui entraîne une réduction proportionnelle de la concentration plasmatique. Par conséquent, en cas de co-administration avec la carbamazépine ou d'autres inducteurs puissants du CYP3A4 par voie intraveineuse, il est nécessaire d'augmenter la dose de clométhiazole.

## Effets indésirables
Une utilisation prolongée et régulière du clométhiazole peut induire une tolérance ainsi qu'une dépendance physique. L'arrêt soudain du traitement peut provoquer des symptômes comparables à ceux observés lors d'un sevrage abrupt d'alcool ou de benzodiazépines.

## Surdosage
Le clométhiazole est particulièrement toxique et dangereux en cas de surdosage, pouvant entraîner des conséquences mortelles, un risque amplifié par la consommation d'alcool. En raison de sa létalité potentielle à fortes doses, son utilisation en dehors d’un cadre strictement contrôlé, tel qu’un hôpital, est déconseillée. D'autres alternatives beaucoup moins toxiques, comme le diazépam, sont disponibles. Le diazépam, un représentant de la classe des benzodiazépines, se distingue par une longue demi-vie (50 à 100 heures) et un faible risque de surdosage fatal, à condition qu’il ne soit pas associé à de l’alcool ou à certains autres médicaments.
Étant donné que le clométhiazole agit au niveau du complexe barbiturique, l’antidote des benzodiazépines, le flumazénil, est inefficace pour contrer les effets d’un surdosage. Le traitement d’un surdosage repose donc sur l’assistance respiratoire à l’aide d’un appareil de ventilation mécanique, jusqu’à ce que le médicament ait été suffisamment métabolisé et/ou éliminé pour permettre au patient de respirer de manière autonome.
Le batteur Keith Moon du groupe de rock The Who est décédé d'une overdose de clométhiazole.